# Urban Symphony
Urban Symphony byla estonská dívčí skupina kombinující klasickou a moderní hudbu. Ve známost vešla především díky Eurovision Song Contest 2009, kde reprezentovala Estonsko s písní „Rändajad“. Obsadila zde šesté místo s celkovým ziskem 128 bodů.

## Historie skupiny
Zpěvačka a houslistka Sandra Nurmsalu se na podzim 2007 zúčastnila estonské talentové soutěže 2 Takti Ette, kde soutěžící vystupovali s vlastními nově vytvořenými kapelami. Rozhodla se vrátit k projektu, který vyzkoušela při studiu houslové hudby, a vystoupila s Johannou Mängel a Mannou Helstein, tehdejšími studentkami školy.
Po skončení soutěže se dívky rozhodly pokračovat ve společném vystupování, ještě s Mari Möldre, kterou ke skupině přivedla Johanna. V té době (2009) je ke spolupráci vyzval producent Sven Lõhmus, který pro ně napsal píseň „Rändajad“ (česky „Nomádi“). S tou se skupina přihlásila do soutěže Eesti Laul, národního kola, které vybírá estonského reprezentanta na Eurovision Song Contest.
Dívky v národním kole zvítězily a 14. května vystoupily ve druhém semifinále Eurovision Song Contest 2009 v Moskvě. Odtud postoupily do finále, kde obsadily šesté místo se ziskem 128 bodů. Nejvyšší dvanáctibodové ohodnocení obdržely od Slovenska a Finska.
V roce 2010 zpěvačka Sandra Nurmsalu přerušila pěveckou kariéru kvůli svému těhotenství a následné péči o novorozeného potomka. V červenci 2012 se ke zpěvu vrátila a koncem roku se skupinou uspořádala turné po Estonsku.

## Členky

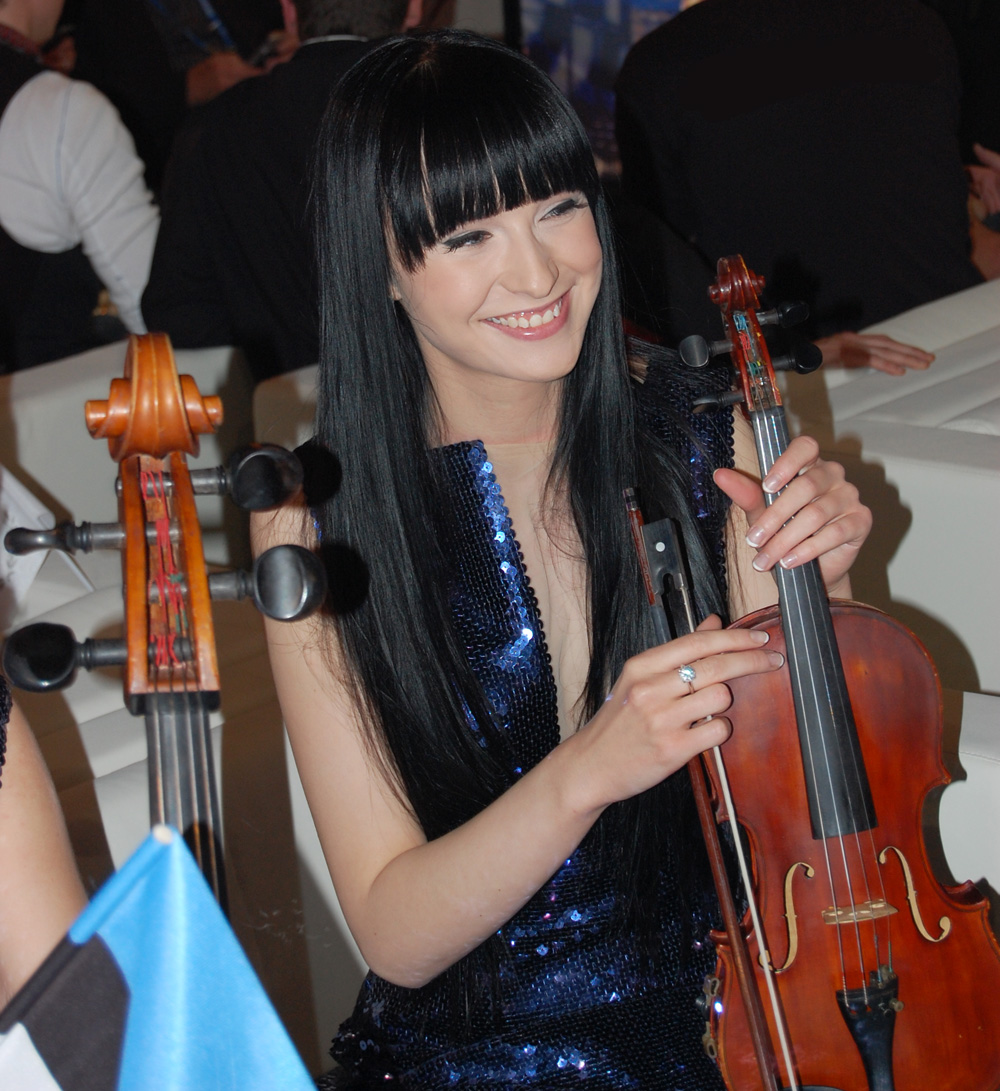
Zpěvačka skupiny Sandra Nurmsalu na Eurovizi 2009

- Sandra Nurmsalu (* 6. prosince 1988 Alavere) je zpěvačka, houslistka, členka folkových skupin Pillipiigad a Virre a finalistka reality-show „2 Takti Ette“, kde získala čtvrté místo.
- Johanna Mängel (* 7. října 1990) je cellistka, skladatelka, hudební redaktorka, členka orchestrů a rockových skupin Aides, Slide-Fifty a Vennaskond.
- Mari Möldre (* 16. září 1992) je cellistka a pianistka.
- Mann Helstein (* 18. února 1988) je violistka a houslistka.

## Diskografie

### Singly
- 2009: Rändajad
- 2009: Päikese poole
- 2010: Skorpion